# 摩西彎貝介
摩西彎貝介（学名：Loxoconcha moses）为彎貝介科彎貝介屬下的一个种。